# Stadion FOP Izmajłowo
FOP Izmajłowo – stadion sportowy w Moskwie.
Historia tego obiektu sięga lat 30. XX wieku, kiedy zaczęto opracowywać plany obronne dla Moskwy. Stadion miał mieścić nawet ponad 100 tysięcy osób, a pod nim zaplanowano bunkry z biurami dla Stalina i najważniejszych generałów. Budowę rozpoczęto w 1934, ale nie ukończono całego projektu z powodu Drugiej wojny światowej.
Po częściowej modernizacji w 2009 stadion może pomieścić około 13 tysięcy widzów. Swoje "domowe" mecze rozgrywa na nim drużyna Sportakadiemkłub, grająca w Lidze Amatorskiej (4. poziom ligowy).